# Pyrococcus horikoshii
A Pyrococcus horikoshii a Thermococcaceae családba tartozó hipertermofil, anaerob Archaea faj. Az archeák – ősbaktériumok – egysejtű, sejtmag nélküli prokarióta szervezetek. Elsőként hidrotermális folyadékból izolálták egy  1395 méter mélységben található kürtőből. Obligát heterotróf, szabálytalan gömb alakú, egy nyalábnyi ostora van. Optimálisan 98 °C-on nő, a kén nagymértékben fokozza a növekedését.